# ويليام غراي والتر
وليام غراي والتر (19 فبراير 1910 - 6 مايو 1977) كان عالم فيزيولوجيا عصبية وعالم سيبراني، وروبوتات بريطاني أمريكي المولد.

## نبذة عامة
ولد والتر في مدينة كانساس بولاية ميزوري في الولايات المتحدة عام 1910. وهومن أصل ألماني/بريطاني من جانب والده، وأمريكي/بريطاني من جانب والدته. تم إحضاره إلى إنجلترا في عام 1915، وتلقى تعليمه في مدرسة وستمنستر وبعد ذلك في كلية الملك في كامبريدج، في عام 1931. فشل في الحصول على زمالة بحثية في كامبريدج، ولذلك تحول إلى إجراء أبحاث فيزيولوجية عصبية أساسية وتطبيقية في المستشفيات، في لندن، من عام 1935 إلى عام 1939، ثم في معهد بوردن للأعصاب في بريستل، من عام 1939 إلى عام 1970. كما قام بعمل بحثي في الولايات المتحدة والاتحاد السوفيتي وفي أماكن أخرى مختلفة في أوروبا. تزوج مرتين وله ولدان من زواجه الأول وواحد من الثاني. وفقًا لابنه الأكبر، نيكولاس والتر، «كان سياسيًا من اليسار، وزميل رحالة شيوعي قبل الحرب العالمية الثانية ومتعاطفًا أناركيًا بعد ذلك.» طوال حياته كان رائدًا في مجال العلم السبراني. وفي عام 1970، تعرض لإصابة في الدماغ في حادث دراجة الية. لم يشف منها تمامًا وتوفي بعد سبع سنوات، في 6 مايو 1977.

## الموجات الدماغية
تأثر والتر كثيرًا بعمل الفيزيولوجي الروسي إيفان بافلوف، في شبابه. وزار مختبر هانز بيرغر، الذي اخترع جهاز التخطيط الكهربائي للدماغ (EEG)، لقياس النشاط الكهربائي فيه. أنتج والتر نسخه الخاصة من آلة بيرغر بقدرات محسنة، مما سمح لها بالكشف عن مجموعة متنوعة من أنواع الموجات الدماغية تتراوح بين الموجات ألفا عالية السرعة وموجات دلتا البطيئة التي لوحظت أثناء النوم.
في ثلاثينيات القرن العشرين، حقق والتر عددًا من الاكتشافات باستخدام آلته (EEG)أو تخطيط كهربية الدماغ الخاص في معهد بوردن للأعصاب في بريستول.و كان أول من حدد عن طريق التثليث الموقع السطحي لأقوى موجات ألفا داخل الفص الصدغي أو القذالي (تنشأ موجات ألفا من المهاد(الثلاموس)في عمق الدماغ). أثبت والتر استخدام موجات دلتا لتحديد أورام الدماغ أو الآفات المسؤولة عن الصرع. طور أول آلة طبوغرافية للدماغ مبنية مخطط كهربية الدماغEEG))، باستخدام مجموعة من أنابيب الأشعة المهبطية(CRTs) ذات المسح الحلزوني المتصلة بمضخمات الكترونية عالية الجودة.
خلال الحرب العالمية الثانية، عمل والتر على مسح تكنولوجيا الرادار والصواريخ الموجهة، والتي ربما أثرت على فرضيته اللاحقة لمسح موجات ألفا لنشاط الدماغ.
وفي الستينيات، واصل والتر أيضًا اكتشاف تأثير التباين السلبي الظاهري (CNV) حيث يظهر ارتفاع سلبي في النشاط الكهربائي في الدماغ قبل نصف ثانية من إدراك الشخص عن وعي للتحركات التي كان على وشك القيام بها. ومن المثير للاهتمام أن هذا التأثير يثير التساؤلات حول مفهوم الوعي أو الإرادة الحرة، وينبغي اعتباره جزءا من وقت رد الفعل العام للشخص على الأحداث.
ألهمت تجارب والتر مع ضوء الستروبوسكوب، الموصوفة في كتاب «الدماغ الحيThe Living Brain»، تطوير آلة الأحلام من قبل الفنان بريون جيسين والفني إيان سومرفيل.

## الروبوتات
كان عمل غراي والتر الأكثر شهرة هو بنائه لبعض الروبوتات الإلكترونية الأولى المستقلة. أراد أن يثبت أن الروابط الغنية بين عدد صغير من خلايا الدماغ قد تؤدي إلى سلوكيات معقدة للغاية ــ في الأساس أن سر كيفية عمل الدماغ يكمن في كيفية توصيله. بنيت روبوتاته الأولى، التي كان يطلق عليها Machina speculatrix  واسمها إلمر وإلسي، بين عامي 1948 و 1949 وكثيرا ما وصفت بأنها سلحفاة بسبب شكلها وبطء معدل حركتها - ولأنها «علمتنا» عن أسرار التنظيم والحياة. كانت روبوتات السلحفاة ذات الثلاث بارعة في الاستجابة الضوئية، والتي يمكن من خلالها أن تجد طريقها إلى محطة إعادة الشحن عندما تنفد طاقة البطارية.
في إحدى التجارب، وضع والتر ضوءًا على «أنف» سلحفاة وشاهد الروبوت وهو يلاحظ نفسه في المرآة.ثم كتب بدأ «يومض». «يغرد، ويقفز مثل عشقان احمق».  واحتج والتر بأنه إذا شوهد في حيوان فإنه «يمكن قبوله كدليل على درجة ما من الوعي الذاتي».
تم تعديل أحد السلاحف، (نظراً للاسم العلمي المزعوم ماشينا دوكيليس Machina docilis) وأضيف إلى «دماغه» احادي الخلية البسيط، ثم دائرتي رد فعل شرطي حيث يمكن من خلالها تعليمهم سلوكيات بسيطة مماثلة لكلاب إيفان بافلوف. هذه السلحفاة كانت تدعى كورا. ومن بين هؤلاء الضرب يعني الطعام في حين الصفير يعني الطعام، وعندما تكون هذه الصفارة في حد ذاتها تعني الضرب. عندما أضاف دائرة أخرى مضبوطة على صفارة أخرى، يمكن أن تصبح هذه صافرة تعني الضرب، والصفارة تعني الطعام، وهذا من شأنه أن يجعل الحيوان «يخاف» كلما تم تقديم الطعام. عالج والتر هذا السلوك بقطع الدائرتين الإضافيتين، وعادت السلحفاة إلى كونها (ماشينا سبيكوتريكس). تم وضع سلوك رد الفعل المشروط في وقت لاحق في نموذج سطح المكتب الثابت، المعروف أيضا باسم كورا.
تم عرض إصدارات لاحقة من (ماشينا سبيكوتريكسMachina speculatrix) في مهرجان بريطانيا عام 1951. وشدد والتر على أهمية استخدام الإلكترونيات التناظرية البحتة لمحاكاة العمليات الدماغية في الوقت الذي كان معاصروه مثل آلان تورينغ وجون فون نيومان يتوجهون جميعا نحو رؤية العمليات العقلية من حيث الحساب الرقمي. كان عمله مصدر إلهام للأجيال اللاحقة من الباحثين في علم الروبوتات، بما في ذلك رودني بروكس، وهانز مورافيك، ومارك تيلدن. ويمكن العثور على التجسيدات الحديثة لسلاحف والتر في شكل روبوتات BEAM.
في عام 2000، عُرضت سلحفاة أصلية في لندن بالمملكة المتحدة في متحف العلوم. وفي الآونة الأخيرة، قام الدكتور أوين هولاند، من جامعة غرب إنكلترا، بتكرارأو استنساخ واحدة في عام 1995، باستخدام بعض الأجزاء الأصلية. كما شوهد في مهرجان بريطانيا، سلحفاة أصلية موجودة في مجموعة مؤسسة سميثسونيان.
وتشكل أوراق والتر، بما في ذلك رسائله وصوره ومقتطفاته الصحفية، جزءا من أرشيف بوردن المحفوظ في مكتبة متحف العلوم وأرشيف في متحف (روتون) العلمي في (روتون).

## كتبه ومقالاته
- حيوان كهروميكانيكي، دياليكتيكا (1950) 4(3): 206—213

- تقليد للحياة، ساينتفك أمريكان (1950) 182 (5): 42-45

- الآلة التي تتعلم، الأميركية العلمية (1951) 185 (2): 60-63

- الدماغ الحي، دبليو دبليو نورتون اند كومبني، نيويورك (1953) ISBN 978-0393001532

- الدماغ الحي، داكوورث، لندن، 1953

- الدماغ الحي، [1953] ، البطريق (بينغوين)، لندن، 1961

- الاختلاف السلبي المحتمل أو الظاهري: علامة كهربائية على الارتباط الحسي والمتوقع في الدماغ البشري، الطبيعة (1964) 203: 380-384

- جراي والتر: رائد الحياة الاصطناعية الحقيقية، هولندا، أوين إي. * وقائع ورشة العمل الدولية الخامسة حول الحياة الاصطناعية، محرر كريستوفر لانغتون، مطبعة معهد ماساتشوستس للتكنولوجيا، كامبريدج، 1997، ISBN 0-262-62111-8، ص 34- 44

- عالم والتر، نيو ساينتست، 25 تموز/يوليو 1998

- السلحفاة وآلة الحب «: غراي والتر وسياسة تخطيط الدماغ الكهربائي»، هايوارد، رودري، العلوم في السياق (2001) 14 (4): 615-642

- «منحنى ندفة أو رقاقة الثلج»، نورتن، 1956. نشرت أيضا في المملكة المتحدة تحت عنوان «المزيد من التوقعات»، لندن: داكويرث، 1956. رواية الخيال العلمي حول المفارقات و «ندفة الثلج لكوخ».

- كنيسة التجربة المفرطة: تاريخ قصير لضوء الستروبوسكوب وآلة الأحلام، نيويورك: صحافة الجمجمة الناعمة (2003)

## روابط خارجية
- The Grey Walter Picture Archive On-Line, University of West England

- The Grey Walter On-Line Archive, University of West England

- Brief review of Grey Walter's science-fiction novel, "The Curve of the Snowflake"

- William Grey Walter's Machina Speculatrix – aka Turtle on the Beam Robotics Wiki

- The full story of Grey Walter's Tortoises